# Seznam českých šlechtických rodů, L
Tento seznam obsahuje výčet šlechtických rodů, které byly v minulosti spjaty s Českým královstvím Podmínkou uvedení je držba majetku, která byla v minulosti jedním z hlavních atributů šlechty, případně, zejména u šlechty novodobé, jejich služby ve státní správě na území Českého království či podnikatelské aktivity. Platí rovněž, že u šlechty, která nedržela konkrétní nemovitý majetek, jsou uvedeny celé rody, tj. rodiny, které na daném území žily alespoň po dvě generace, nejsou tudíž zahrnuti a počítáni za domácí šlechtu jednotlivci, kteří zde vykonávali pouze určité funkce (politické, vojenské apod.) po přechodnou či krátkou dobu. Nejsou rovněž zahrnuti církevní hodnostáři z řad šlechty, kteří pocházeli ze šlechtických rodů z jiných zemí.

## L
- Lacenbokové z Chlumu[1]
- Lambergové[2]
- Lamingerové z Albenreuthu
- Lamottové z Frintropu
- Landštejnové
- Landwehrové von Wehrheim[2]
- Lannové[2]
- Larischové
- Lauseckerové z Luseku[3]
- Lažanští z Bukové
- Lányové
- Ledebour-Wichelnové
- z Ledec[4]
- Lemberkové
- Leskovcové z Leskovce
- Leuchtenberkové
- Lévové z Brozánek
- Lexové z Aehrenthalu[2]
- Lhotští ze Ptení[1]
- Libeničtí z Vrchovišť
- Lickové z Rýzmburka[1]
- Liebiegové[2]
- Lichtenburkové
- Lichtenštejnové
- Lilgenauové[2]
- Limbeckové von Limbeck[2]
- Lipanští z Lipan
- Lipovští z Lipovice
- z Lipé
- Liserové
- Lobkovicové
- Lokšanové z Lokšan
- z Lomnice
- Löwensteinové[2]
- Lukavští z Lukavice
- Lukavští z Řeneč
- Lumbeové z Malonic[2]
- Lützowové[2]